# Зайцев, Евгений Николаевич (футболист)
Евгений Николаевич Зайцев (род. 24 февраля 1971, Стародуб, Брянская область) — советский и российский футболист, защитник и полузащитник, тренер.

## Биография
Евгений Зайцев родился 24 февраля 1971 года. Карьеру футболиста начал в 1988 году защитником в клубе «Динамо» (Брянск), где играл до 1991 года. В 1994 году играл за СКА (Ростов-на-Дону), а затем с 1995 по 1999 играл за клуб «Лада-Тольятти». В 1996 году в составе последнего клуба играл в Высшей лиге. В играх этой лиги участвовал в 28 матчах (из них 27 в Чемпионате России по футболу, 4 победных матча, 6 матчей-ничьих и 18 матчей-поражений), в этих матчах забил 1 гол (18 мая 1996 года единственный и победный гол на 43-й минуте в матче против «Зенита» (Санкт-Петербург)) и 8 раз получал жёлтую карточку.
Позже работал администратором в клубе «Лада» (Тольятти), затем тренером-администратором в клубе «Черноморец» (Новороссийск), а потом — старшим администратором в клубе «Носта». С 2010 по 2015 годы работал в клубе «Кубань» начальником команды. В июле 2023 года был назначен на должность начальника команды в ивановском «Текстильщике».